# Haasiophis
Haasiophis terrasanctus é uma espécie primitiva de ofídio, dotada de duas pequenas patas traseiras residuais. Apesar de ter vivido a aproximadamente 95 milhões de anos atrás, esse tipo de serpente com pernas já possuía várias características de seus parentes modernos, principalmente jibóia e sucuri. Assim como esses dois animais, o Terrasanctus possuía os ossos do crânio articulados, possibilitando a abertura da boca de modo engolir presas de tamanho maior.